# هنري بي. بالدوين
هنري بي. بالدوين هو سياسي أمريكي، ولد في 22 فبراير 1814 في كوفنتري في الولايات المتحدة، وتوفي في 31 ديسمبر 1892 في ديترويت في الولايات المتحدة. نشط حزبياً في الحزب الجمهوري. وقد انتخب عضو مجلس الشيوخ الأمريكي ‏ عن دائرة Michigan Class 1 senate seat ‏ وقد انضم خلال فترته النيابية ‏ (17 نوفمبر 1879 – 4 مارس 1881) للكتلة البرلمانية الحزب الجمهوري وانتخب حاكم ميشيغان ‏ (6 يناير 1869 – 1873) وانتخب عضو مجلس ولاية ميشيغان ‏.